# Saison 2006 de l'équipe cycliste Liquigas
L'équipe cycliste Liquigas participait en 2006 au ProTour.

## Effectif
| Cycliste               | Date de naissance | Nationalité | Équipe 2005             |
| ---------------------- | ----------------- | ----------- | ----------------------- |
| Michael Albasini       | 20.12.1980        | Suisse      |                         |
| Dario Andriotto        | 25.10.1972        | Italie      |                         |
| Magnus Bäckstedt       | 30.01.1975        | Suède       |                         |
| Patrick Calcagni       | 05.07.1977        | Suisse      |                         |
| Eros Capecchi          | 13.06.1986        | Italie      | néo-pro                 |
| Kjell Carlström        | 18.10.1976        | Finlande    |                         |
| Dario Cioni            | 02.12.1974        | Italie      |                         |
| Daniele Colli          | 19.04.1982        | Italie      |                         |
| Alberto Curtolo        | 15.08.1984        | Italie      | néo-pro                 |
| Mauro Da Dalto         | 08.04.1981        | Italie      | néo-pro                 |
| Danilo Di Luca         | 02.01.1976        | Italie      |                         |
| Francesco Failli       | 16.12.1983        | Italie      | Naturino-Sapore di Mare |
| Stefano Garzelli       | 16.07.1973        | Italie      |                         |
| Enrico Gasparotto      | 22.03.1982        | Italie      |                         |
| Roman Kreuziger        | 16.06.1986        | Tchéquie    | néo-pro                 |
| Nicola Loda            | 22.07.1971        | Italie      |                         |
| Vladimir Miholjević    | 18.01.1974        | Croatie     |                         |
| Marco Milesi           | 30.01.1974        | Italie      |                         |
| Matej Mugerli          | 17.06.1981        | Slovénie    |                         |
| Vincenzo Nibali        | 14.11.1984        | Italie      | Fassa Bortolo           |
| Andrea Noè             | 15.01.1969        | Italie      |                         |
| Luca Paolini           | 17.01.1977        | Italie      | Quick Step-Innergetic   |
| Franco Pellizotti      | 15.01.1978        | Italie      |                         |
| Manuel Quinziato       | 30.10.1979        | Italie      | Saunier Duval - Prodir  |
| Marco Righetto         | 25.11.1980        | Italie      |                         |
| Alessandro Spezialetti | 14.01.1975        | Italie      | Lampre-Caffita          |
| Charles Wegelius       | 26.04.1978        | Royaume-Uni |                         |
| Stefano Zanini         | 23.01.1969        | Italie      | Quick Step-Innergetic   |

## Victoires
| Date       | Course                                                 | Pays       | Classe | Vainqueur         |
| ---------- | ------------------------------------------------------ | ---------- | ------ | ----------------- |
| 22/03/2006 | 2e étape de la Semaine internationale Coppi et Bartali | Italie     | 2.1    | Vincenzo Nibali   |
| 01/05/2006 | Rund um den Henninger Turm Frankfurt                   | Allemagne  | 1.HC   | Stefano Garzelli  |
| 16/05/2006 | 10e étape du Tour d'Italie                             | Italie     | PT     | Franco Pellizotti |
| 20/05/2006 | 6e étape du Tour de Catalogne                          | Espagne    | PT     | Matej Mugerli     |
| 03/06/2006 | 4e étape du Tour de Luxembourg                         | Luxembourg | 2.HC   | Stefano Garzelli  |
| 03/08/2006 | Grand Prix de la ville de Camaiore                     | Italie     | 1.1    | Luca Paolini      |
| 15/08/2006 | Trois vallées varésines                                | Italie     | 1.HC   | Stefano Garzelli  |
| 17/08/2006 | 2e étape de l'Eneco Tour                               | Pays-Bas   | PT     | Manuel Quinziato  |
| 27/08/2006 | Grand Prix de Plouay                                   | France     | PT     | Vincenzo Nibali   |
| 30/08/2006 | 5e étape du Tour d'Espagne                             | Espagne    | PT     | Danilo Di Luca    |
| 31/08/2006 | Trophée Melinda                                        | Italie     | 1.1    | Stefano Garzelli  |
| 07/09/2006 | 12e étape du Tour d'Espagne                            | Espagne    | PT     | Luca Paolini      |
| 30/09/2006 | Mémorial Cimurri                                       | Italie     | 1.1    | Enrico Gasparotto |

## Classements UCI ProTour

### Individuel
| Rang | Coureur           | Points |
| ---- | ----------------- | ------ |
| 25   | Vincenzo Nibali   | 89     |
| 51   | Stefano Garzelli  | 48     |
| 55   | Luca Paolini      | 45     |
| 71   | Franco Pellizotti | 35     |
| 75   | Danilo Di Luca    | 32     |
| 85   | Manuel Quinziato  | 29     |
| 99   | Dario Cioni       | 20     |
| 147  | Kjell Carlström   | 5      |
| 177  | Matej Mugerli     | 3      |
| 205  | Enrico Gasparotto | 1      |

### Équipe
L'équipe Liquigas a terminé à la 14e place avec 247 points.